# Françoise Dureau
 (mars 2020).
Si vous disposez d'ouvrages ou d'articles de référence ou si vous connaissez des sites web de qualité traitant du thème abordé ici, merci de compléter l'article en donnant les références utiles à sa vérifiabilité et en les liant à la section « Notes et références ».
Pour les articles homonymes, voir Dureau.
Ne doit pas être confondu avec Françoise Doreau.
Francoise Dureau, née le 20 août 1957, est une géographe et démographe française. Membre du laboratoire MIGRINTER et directrice de recherche honoraire à l'IRD (Institut de recherche pour le développement), elle a aussi été responsable scientifique du projet METAL. Ses thèmes de recherche concernent les dynamiques urbaines et la mobilité spatiale des populations.

## Biographie
Françoise Dureau, née en 1957, est cartographe à l’Institut national d’études démographiques à Paris de 1978 à 1979. Elle y réalise des cartes thématiques dans le cadre d’un programme de recherche sur les migrations rurales. Elle participe aux études pluridisciplinaires d’aménagement du territoire au Ministère du Plan et de l’Industrie à Abidjan, Côte d’Ivoire. Elle est notamment responsable de la réalisation de cartes thématiques (1980-1983). Elle intègre alors l’Orstom/IRD (Institut de recherche pour le développement) en Équateur et Colombie afin d’étudier les dynamiques urbaines dans les pays en développement. Elle devient professeure des Universités en 2002. Entre 2002 et 2007, elle est détachée au département de géographie de l'université de Poitiers, en tant que professeure ; elle enseigne alors la géographie de la population, la géographie des mobilités, la géographie urbaine et l’analyse spatiale. Elle redevient ensuite directrice de recherche à l'IRD avant de prendre sa retraite de l'IRD en 2011. Depuis lors, elle continue d'enseigner à l'Université de Poitiers (Master 2 Migrations internationales ; direction de thèses) et de participer aux recherches menées à Migrinter,.

## Spécialité
Ses principales activités de recherche portent sur les mobilités spatiales des populations citadines et la transformation des territoires métropolitains. Elle se spécialise sur les dynamiques urbaines dans les pays du Sud et s’investit dans le développement de méthodes de production et d'analyse de l'information sur les populations urbaines : méthode de sondage aréolaire sur image satellite, recueil d'information sur la mobilité spatiale et analyse des mobilités dans des contextes urbains en mutation. Elle analyse des pratiques de mobilité spatiale des populations en Côte d'Ivoire, puis en Équateur et en Colombie.
Une analyse de l'article : « les nouvelles échelles de la ségrégation à Bogota » permet d'illustrer ses travaux. Dans cet article, l'autrice distingue différentes échelles de ségrégation à Bogota :
- l'échelle métropolitaine : dans un contexte de croissance démographique et de raréfaction de terres constructibles, on observe une poursuite et une exacerbation des divisions sociales internes au District de Bogota. La ségrégation socio-spatiale opposant le nord et le sud s'intensifie sous des déplacements résidentiels internes au territoire métropolitain, la mixité sociale continuant néanmoins de subsister dans certains espaces publics. Aux conjuntos cerrados (ensembles résidentiels fermés surveillés, souvent habités par les classes moyennes et aisées), s'opposent les quartiers d'autoconstruction habités par les familles à bas revenus. À une échelle locale, de nouvelles cohabitations entre groupes sociaux font leur apparition à travers différents processus, en particulier l'apparition d'enclaves de classes moyennes dans les quartiers populaires de la banlieue sud ; le fractionnement géographique et la diversification des quartiers populaires produits illégalement ; et le changement de statut de certains quartiers péricentraux. Ces proximités se traduisent soit par de nouvelles relations entre quartiers proches, soit au contraire par des fermetures et de fortes tensions.
- l'échelle socio-économique: les revenus des ménages conditionnent largement le lieu de résidence et l'accès aux ressources urbaines localisées à partir du logement. La ségrégation s'exprime aussi en termes démographiques : la densité, l'âge des habitants ainsi que la composition des ménages varient fortement au sein de l'espace métropolitain : on note ainsi que les plus jeunes sont plutôt plus nombreux dans les quartiers populaires du sud, tandis que la population âgée est plus présente dans les espaces centraux. La dimension culturelle, enfin, s'exprime à travers un processus d'agrégation des migrants de même origine qui aboutit à la production de quartiers communautaires..

## Principales publications

### Ouvrages
- 1987. « Migrations et urbanisation. Le cas de la Côte d’Ivoire ». Paris, ORSTOM, coll. Études et thèses, 654 p. lire en ligne
- 1989. "Sondages aréolaires sur image satellite pour des enquêtes socio-démographiques en milieu urbain. Manuel de formation". Paris, ORSTOM, coll. Didactiques, 38 p. (avec Olivier Barbary, alain Michel et Bernard Lortic)
- 1992.  « Las nuevas formas de movilidad de las poblaciones urbanas en América latina » Memorias del taller CEDE-ORSTOM, Bogota, Universidad de los Andes, Centro de Estudios sobre Desarrollo Económico, Documento CEDE, 1992, no 097, 201 p.
- 1995.  « Télédétection et systèmes dʼinformation urbains ». Paris, Anthropos, coll. Villes, 379 p. (avec Christiane Weber)
- 2000.  « Aguaitacaminos. Las transformaciones de las ciudades de Yopal, Aguazul, durante la explotación petrolera de Cusiana-Cupiagua », Bogotá, TM editores, ed. Uniandes, 343 p. (avec Carmen Elisa Flores)
- 2000. « Les nouvelles échelles de la ségrégation à Bogota ». paru dans le livre : Métropoles en mouvement : une comparaison internationale. Paris, Anthropos-IRD, Coll. Villes, p. 247-256.
- 2000. "Métropoles en mouvement : une comparaison internationale". Paris, Anthropos / IRD, coll. Villes. 656 p. (avec Véronique Dupont, Eva Lelièvre, Jean-Pierre Lévy et Thierry Lulle)
- 2004.  « Villes et sociétés en mutation. Lectures croisées sur la Colombie ». Paris, Anthropos, coll. Villes, 370 p. (avec Olivier Barbary, Vincent Gouëset et Olivier Pissoat)
- 2006.  « Géographies de l’Amérique latine ». Rennes, PUR, coll. Espace et territoires, 375 p. (avec Vincent Gouëset et Évelyne Mesclier)
- 2009. « Les mondes de la mobilité. Rennes », PUR, coll. Essais, 250 p. (avec Marie-Antoinette Hily)
- 2014. " D'une métropole à l'autre. Pratiques urbaines et circulations dans l'espace européen". Paris, Armand Colin, coll. Recherches. 485 p. (avec Christophe Imbert, Hadrien Dubucs et Matthieu Giroud)
- 2015. "Mobilités et changement urbain. Bogotá, Santiago et São Paulo. rennes, PUR, coll. Espace et territoires, 438 p. (avec Thierry Lulle, Sylvain Souchaud et Yasna Contreras)

### Articles de revues
- 2010. « Formes de peuplement et inégalités de déplacements. L'évolution des mobilités quotidiennes dans deux périphéries populaires de Bogotá : Soacha et Madrid (1993-2009) », Revue Tiers Monde (no 201) (avec Vincent Gouëset)
- 2007. « Modèle dynamique des mobilités résidentielles intra-urbaines à Bogota », Espace géographique (tome 36, no 4) (avec Marie Pïron, Christian Mullon et Arnaud Deman)
- 2007. « Villes et mobilités au Nord et au Sud : la construction d'une problématique commune », Autrepart (no 41) (avec Jean-Pierre Lévy)
- 2003. « Des individus dans la ville : les transitions résidentielles à Bogota » Autrepart (no 25)
- 2000. "Les nouvelles échelles de la ségrégation à Bogota", in Dureau et al. (dir.) Métropoles en mouvement : une comparaison internationale. Paris, Anthropos-IRD, coll. Villes, p. 247-256.